# Priče mora
Priče mora je peti nosač zvuka klape Hrvatske ratne mornarice, Sveti Juraj. Sadrži 22 pjesme uživo snimljene na koncertima Klape u Opuzenu, Zadru i Delnicama tijekom 2006. godine.